# 411 هـ
411 هـ هي سنة في التقويم الهجري امتدت مقابلةً في التقويم الميلادي بين سنتي 1020 و1021.

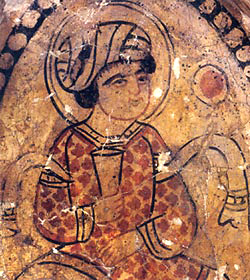
الحاكم بأمر الله

## أحداث
- تأليف ابن الهيثم كتابه الفريد المناظر.

## مواليد
- أبو جعفر الهاشمي

## وفيات
- الحاكم بأمر الله
- عبد الرحمن بن سلمة الكناني